# Lievin Cruyl
Lievin Cruyl (Gand, 5 settembre 1634 – Gand, circa 1720) è stato un disegnatore e incisore fiammingo. Principalmente noto per i suoi disegni raffiguranti paesaggi urbani.

## Biografia

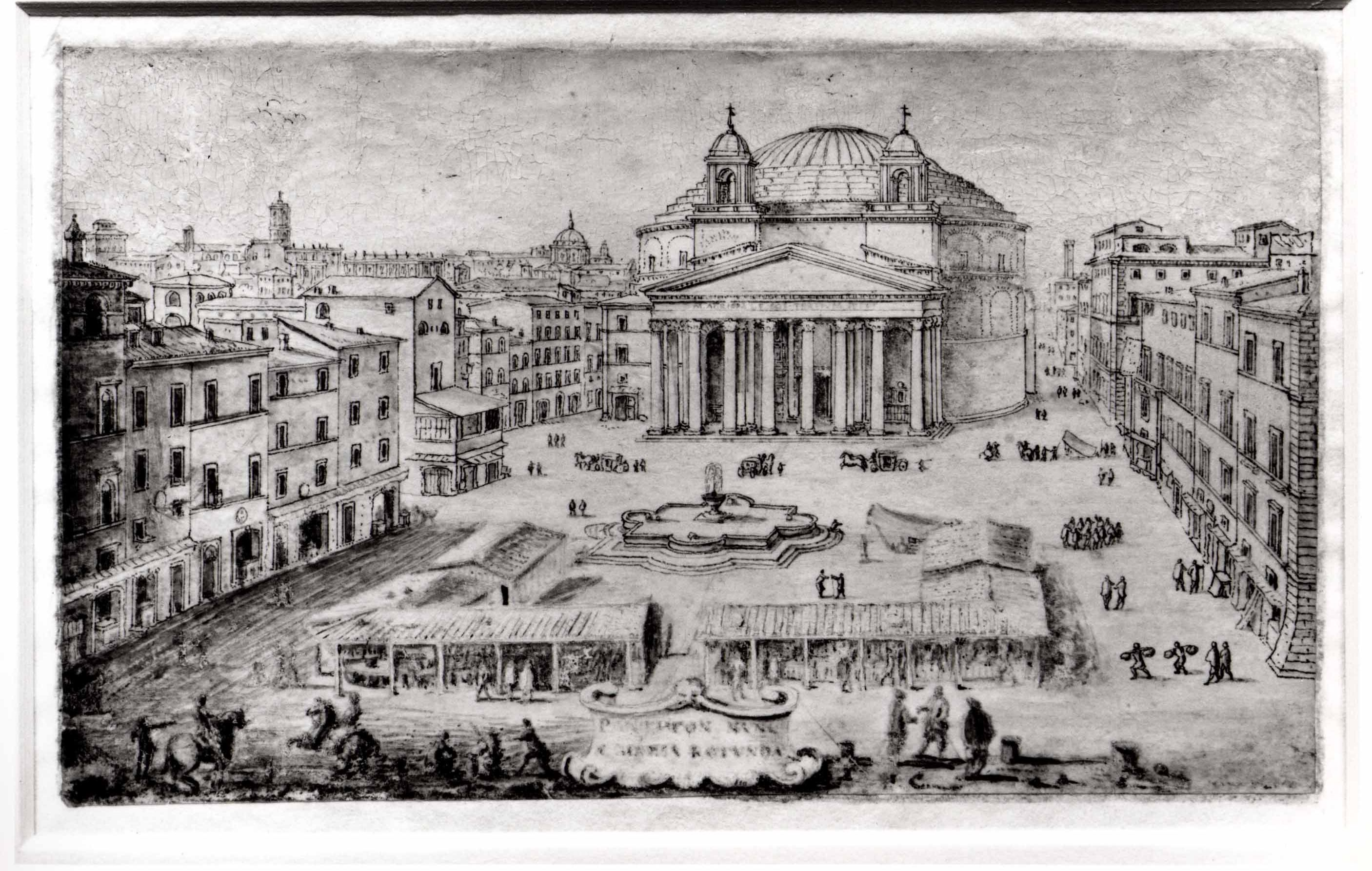
Veduta del Pantheon, Roma

Lievin Cruyl studiò teologia, architettura, disegno e incisione all'Università di Lovanio. Fu sacerdote a Wetteren dal 1660 al 1664.
Tra il 1664 e il 1675 Cruyl soggiornò a Roma, dove eseguì una serie di incisioni raffiguranti i monumenti della città. Le sue incisioni innovative influenzarono, tra gli altri, l'incisore Giovanni Battista Falda ed il pittore Caspar van Wittel. Realizzò anche disegni di altre città italiane come Firenze, Venezia e Napoli ed in Francia alcuni luoghi di Parigi. Disegnò inoltre una serie di paesaggi urbani immaginari di Gerusalemme.